# Аксенково (Ярославская область)
Аксенково — деревня в Петровском сельском поселении Ростовского района Ярославской области России. Постоянное население на 1 января 2010 года — 2 чел.

## История
В 1885 году деревня относилась к приходу села Чашницы Карашской волости Ростовского уезда Ярославской губернии. Числилась как казенная деревня при колодцах. В ней находилось 25 дворов, 92 ревизских души и 65 наделов.

## Население
| 2007 | 2010 |
| ---- | ---- |
| 1    | ↗2   |

Динамика численности населения Аксенково: